# Concert du nouvel an 1970 à Vienne
Le concert du nouvel an 1970 de l'orchestre philharmonique de Vienne, qui a lieu le 1er janvier 1970, est le 30e concert du nouvel an donné au Musikverein, à Vienne, en Autriche. Il est dirigé pour la 16e fois consécutive par le chef d'orchestre autrichien Willi Boskovsky.
Johann Strauss II y est toujours le compositeur principal, mais son frère Josef est représenté avec sept pièces (dont deux co-écrites), son autre frère Eduard avec deux pièces (dont une co-écrite) et leur père Johann clôt le concert avec sa célèbre Marche de Radetzky. Par ailleurs, Joseph Lanner fait son retour dans le répertoire après quatre ans.
Seules trois pièces sur les vingt au total sont jouées pour la première fois au concert du nouvel an.

## Programme
Les pièces suivies d'un astérisque (*) sont jouées pour la première fois.

### Première partie
1. Johann Strauss II : ouverture de l'opérette Indigo und die 40 Räuber
2. Josef Strauss : Aquarellen, valse, op. 258
3. Josef Strauss : Extempore, polka française, op. 241
4. Johann Strauss II : Stadt und Land, polka-mazurka, op. 322
5. Josef Strauss : Plappermäulchen, polka rapide, op. 245
6. Joseph Lanner : Die Romantiker, valse, op. 167
7. Johann Strauss II : Klänge der Heimat', csárdás de l'opérette La Chauve-Souris*

### Deuxième partie
1. Johann Strauss II : ouverture de l'opérette Prinz Methusalem (de)
2. Johann Strauss II : Tausend und eine Nacht, valse d'après des mélodies de l'opérette Indigo und die 40 Räuber
3. Josef Strauss : Heiterer Muth, polka française, op. 281
4. Josef Strauss : Ohne Sorgen, polka rapide, op. 271
5. Johann Strauss II et Josef Strauss : Pizzicato-Polka, polka
6. Eduard Strauss, Johann Strauss II et Josef Strauss : Schützen-Quadrille, quadrille*
7. Eduard Strauss : Mit Extrapost, polka rapide, op. 259*
8. Johann Strauss II : Seid umschlungen Millionen, valse, op. 443
9. Johann Strauss II : Demolirer-Polka. polka, op. 269
10. Johann Strauss II : Leichtes Blut, polka rapide, op. 319

### Rappels
1. Johann Strauss II : Vergnügungszug, polka rapide, op. 281
2. Johann Strauss II : Le Beau Danube bleu, valse, op. 314
3. Johann Strauss : Marche de Radetzky, marche, op. 228